# Elizabeth Gooking Greenleaf
Elizabeth Gooking Greenleaf, född 11 november 1681, död 11 november 1762, var en amerikansk apotekare. Hon öppnade år 1727 ett eget apotek i Boston och blev därmed den första kvinnliga apotekaren i de Tretton kolonierna, i det som senare blev USA, och brukar därför ibland kallas USA:s första kvinnliga apotekare.